# جون شربورن سليبر
جون شربورن سليبر (بالإنجليزية: John Sherburne Sleeper)‏ (25 سبتمبر 1794 - 14 نوفمبر 1878)؛سياسي وروائي أمريكي.